# 앨버트호 (아프리카)

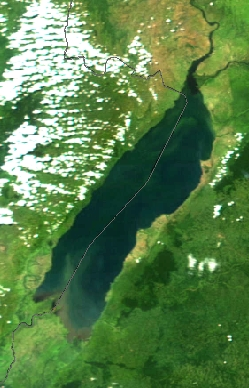
앨버트 호의 위성사진

앨버트호(Lake Albert, Albert Nyanza, Lake Mobutu Sese Seko)는 아프리카 대호수 중의 하나이다. 아프리카에서 7번째로 큰 호수이며, 전 세계에서 27번째로 큰 호수이다.

## 지리
앨버트 호는 아프리카 대륙의 중심에 위치해 있으며 우간다와 콩고 민주 공화국의 경계를 이룬다. 동아프리카 지구대의 가장 북쪽에 위치한 호수로 160km의 길이와 30km의 폭을 가지고 있다. 평균 수심은 25m이며 가장 깊은 곳은 51m에 달한다. 해발 619m에 위치한다.
앨버트 호는 나일강 상류에 위치한 호수로 나일강의 중요한 지류중 하나이다. 빅토리아호에서 발원하는 강물이 남동쪽에서 흘러들어오고, 에드워드호에서 발원하는 강물이 남서쪽에 흘러들어온다. 빅토리아 호에서 흘러들어오는 물은 앨버트 호의 물보다 염분이 적다. 앨버트 호에서 빠져나간 물은 앨버트 나일을 형성하여 백나일강으로 흘러들어간다.
호수의 남쪽끝은 늪지대가 나타나며, 좀 더 남쪽으로 내려가면 높은 루웬조리 산맥이 가로막고 있다. 서부와 동부는 숲이 우거진 절벽과 협곡으로 둘러싸여 있다.

## 기후와 자연
앨버트 호는 고도 606m로 우간다에서 가장 낮고 더운 곳에 있어서 연평균 기온이 26℃이며, 평균강우량도 864~1,016mm이다. 수분증발이 많기 때문에 호숫물에 소금기가 약간 있으며, 유리(遊離)인산염도 있다. 코끼리·물소·하마·악어·영양 등이 많이 서식하는데 특히 셈리키 평원과 머치슨 폭포(카바레가 폭포) 근처 북부 해안에 많다. 호숫가 마을에는 어업을 하며 생활하는 사람들이 조금 있다.

## 역사
1864년 탐험가 사뮤엘 베이커가 이 호수를 처음 발견하였다. 그는 최근 서거한 빅토리아 여왕의 부공인 앨버트 공의 이름을 따 "앨버트 호"라 명명했다. 콩고 대통령 모부투 세세 세코(Mobutu Sese Seko)는 한때 이 호수의 이름을 자신의 이름으로 개명한 적이 있다. 이탈리아의 군인이자 탐험가였던 로몰로 제시는 1876년 이 호수를 항행했으며, 헨리 스탠리와 메흐메드 에민 파샤(에두아르트 슈니처)가 각각 해안에 항구를 세웠다.
최근 앨버트호 연안에 수억 배럴 규모의 유전이 발견되어 관심을 끌고 있는데, 이는 사하라 이남 아프라카의 내륙 유전으로선 가장 규모가 큰 것이다.